# La Chaux-de-Fonds
La Chaux-de-Fonds − miasto i gmina w zachodniej Szwajcarii, w kantonie Neuchâtel. Leży w górach Jura, kilka kilometrów od francuskiej granicy. Po Genewie i Lozannie jest to trzecie pod względem wielkości miasto we francuskojęzycznej Szwajcarii. W 2009 roku wraz z pobliskim miastem Le Locle wpisane na listę światowego dziedzictwa UNESCO. Jedno z najbardziej znanych miast kraju, w którym produkuje się zegarki.

## Demografia
W La Chaux-de-Fonds mieszka 36 748 osób. W 2021 roku 30,1% populacji gminy stanowiły osoby urodzone poza Szwajcarią.

## Kultura
Secesja  wywarła ogromny wpływ na architekturę i kulturę tego miasta. Znajdują się tutaj:
- Międzynarodowe Muzeum Zegarków (Musée International d’Horlogerie) ukazujące historię zegarków
- Centre de documentation et d’étude sur la langue internationale (CDELI = epo. Centro de Dokumentado kaj Esploro pri la Lingvo Internacia), czyli centrum badawcze założone w 1967 r., którego zadaniem jest gromadzenie dokumentacji i prowadzenie badań nad językami sztucznymi
- Muzeum Biologii (Musée d’histoire naturelle – Muzoo)
- Muzeum Historii (Musée d’histoire)
- Muzeum Islamu (Musée des civilisations de l’Islam)
- Muzeum Rolnictwa i Rzemiosła (Musée paysan et artisanal)
- Muzeum Sztuki (Musée des Beaux-Arts)
- Muzeum Sztuki Współczesnej (Quartier Général – QG)

## Osoby

### urodzone w La Chaux-de-Fonds
- Le Corbusier, architekt światowej sławy urodzony jako Charles-Edouard Jeanneret
- Louis Chevrolet, założyciel Chevrolet
- Blaise Cendrars, nowelista i poeta, urodzony jako Frédéric Louis Sauser
- Numa Droz, polityk
- Olivia Nobs, snowboardzistka
- Leonardo Piepoli, sławny kolarz zwycięzca klasyfikacji górskiej w Giro d’Italia 2007
- Louis Léopold Robert, malarz
- Adrienne von Speyr, lekarka, mistyczka katolicka, stygmatyczka, autorka dzieł teologicznych

### związane z miastem
- Georg Dreyfus, niemiecki profesor religii w Williams College, uzyskał tutaj tytuł bakałarza w 1969 roku

## Współpraca
Miejscowości partnerskie:
- Frameries, Belgia
- Winterthur, Zurych

## Transport
Przez teren miasta przebiegają autostrada A20 oraz drogi główne nr 18, nr 20 i nr 168.
Znajduje się tutaj stacja kolejowa La Chaux-de-Fonds. Jeżdżą tutaj tramwaje oraz trolejbusy.
Na terenie miasta znajduje się port lotniczy Les Eplatures.